# Diamond Tower (Jidá)
Diamond Tower é um edifício (um arranha-céus) de 93 andares, num total de 432 metros, atualmente em construção na cidade de Gidá, segunda maior cidade da Arábia Saudita. A torre vai ser principalmente para uso residencial. Uma vez concluída, irá se tornar o segundo edifício mais alto da Arábia Saudita e um dos mais altos edifícios residenciais do mundo.

## Galeria

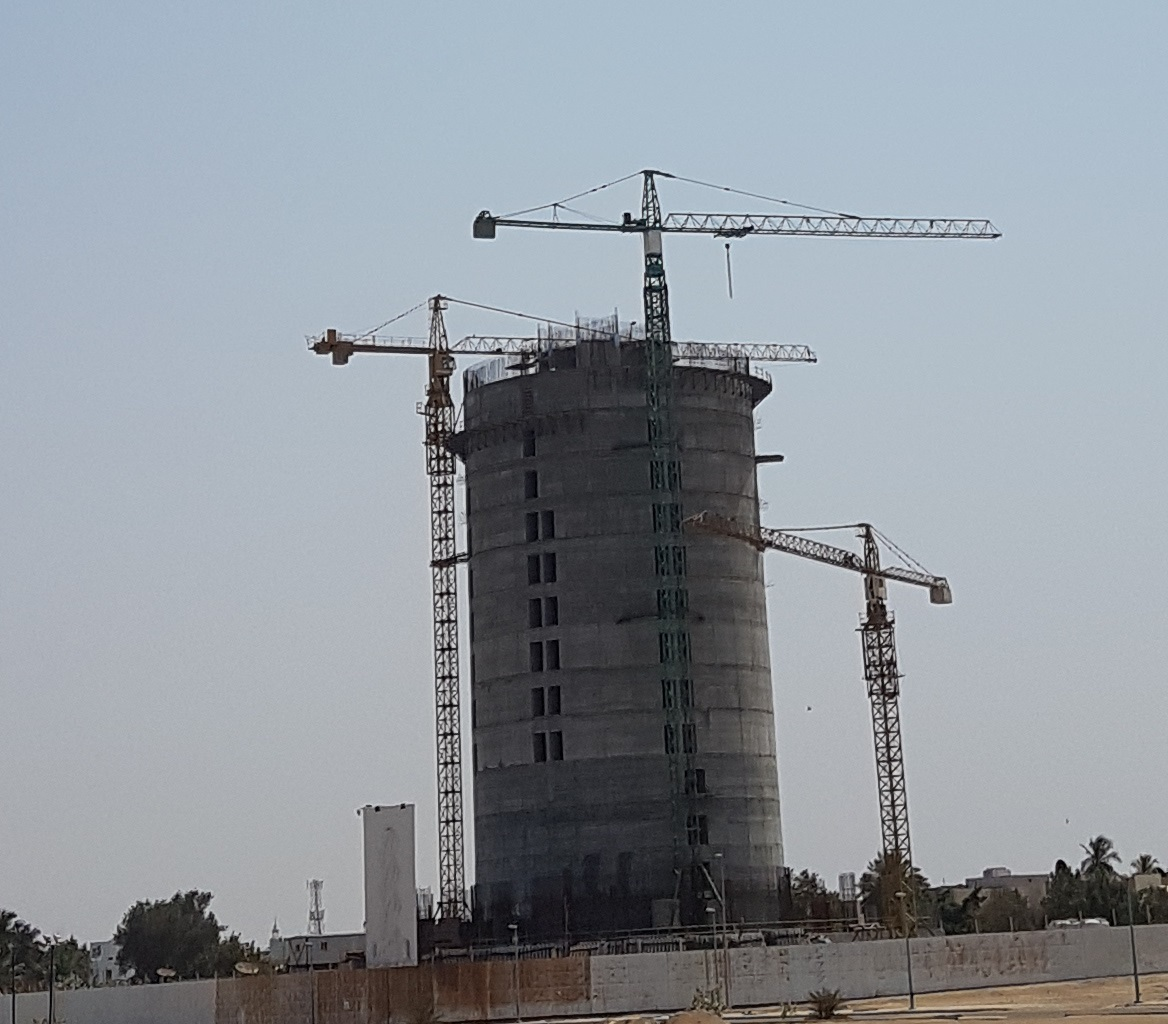
Diamond Tower edifício progresso como, de 27 de junho de 2016
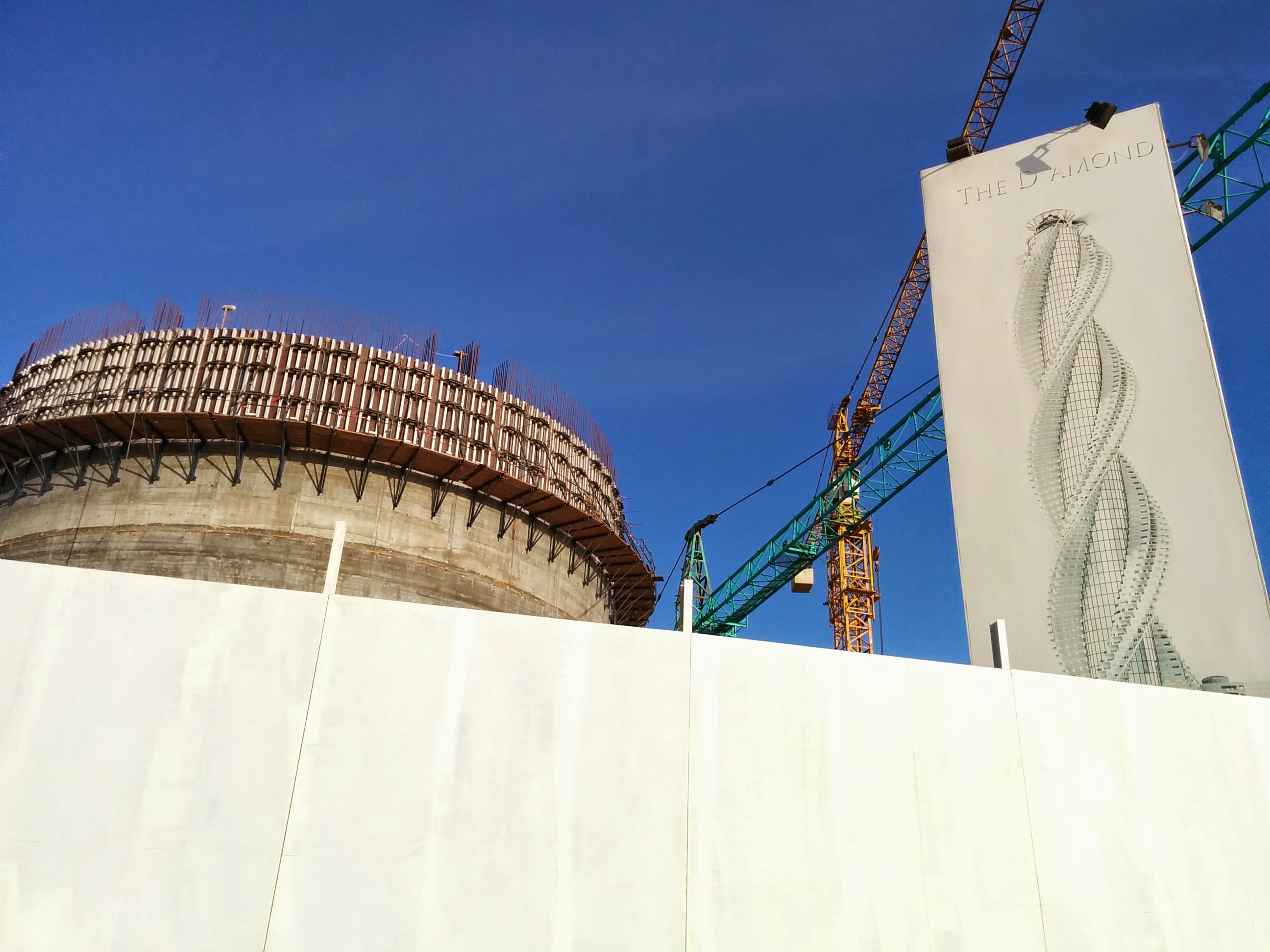
Diamond Tower sinal